# Rumunia w Konkursie Piosenki Eurowizji
Rumunia uczestniczyła w Konkursie Piosenki Eurowizji w latach 1994–2023. Konkursem w kraju zajmował się rumuński nadawca publiczny Societatea Română de Televiziune (TVR).
Najwyższym wynikiem kraju w konkursie jest trzecie miejsce, które w 2005 i 2010 zajęli Luminița Anghel i Sistem z piosenką „Let Me Try” oraz Paula Seling i Ovi z „Playing with Fire”
W 2016 kraj został zdyskwalifikowany z udziału w konkursie z powodu nieopłacenia przez stację kilkumilionowego długu wobec EBU w ustalonym terminie. W 2024 Rumunia wycofała się z konkursu z powodu problemów finansowych i od tego czasu nie uczestniczy w konkursie.

## Uczestnictwo
Rumunia uczestniczy w Konkursie Piosenki Eurowizji od 1994. Poniższa tabela uwzględnia nazwiska wszystkich rumuńskich reprezentantów, tytuły konkursowych piosenek oraz wyniki osiągnięte w poszczególnych latach.
| Rok  | Wykonawca                    | Piosenka                   | Język                                                        | Finał            | Finał            | Półfinał                | Półfinał                |
| Rok  | Wykonawca                    | Piosenka                   | Język                                                        | Miejsce          | Punkty           | Miejsce                 | Punkty                  |
| ---- | ---------------------------- | -------------------------- | ------------------------------------------------------------ | ---------------- | ---------------- | ----------------------- | ----------------------- |
| 1993 | Dida Drăgan                  | „Nu pleca”                 | rumuński                                                     | –                | –                | 7                       | 14                      |
| 1994 | Dan Bittman                  | „Dincolo de nori”          | rumuński                                                     | 21               | 14               | Brak rundy półfinałowej | Brak rundy półfinałowej |
| 1996 | Monica Anghel i Sincron      | „Rugă pentru pacea lumii”  | rumuński                                                     | –                | –                | 29                      | 11                      |
| 1998 | Mălina Olinescu              | „Eu cred”                  | rumuński                                                     | 22               | 6                | Brak rundy półfinałowej | Brak rundy półfinałowej |
| 2000 | Taxi                         | „The Moon”                 | angielski                                                    | 17               | 25               | Brak rundy półfinałowej | Brak rundy półfinałowej |
| 2002 | Monica Anghel i Marcel Pavel | „Tell Me Why”              | angielski                                                    | 9                | 71               | Brak rundy półfinałowej | Brak rundy półfinałowej |
| 2003 | Nicola                       | „Don’t Break My Heart”     | angielski                                                    | 10               | 73               | Brak rundy półfinałowej | Brak rundy półfinałowej |
| 2004 | Sanda Ladoși                 | „I Admit”                  | angielski                                                    | 18               | 18               | Top 11                  | Top 11                  |
| 2005 | Luminița Anghel i Sistem     | „Let Me Try”               | angielski                                                    | 3                | 158              | 1                       | 235                     |
| 2006 | Mihai Trăistariu             | „Tornerò”                  | angielski, włoski                                            | 4                | 172              | Top 11                  | Top 11                  |
| 2007 | Todomondo                    | „Liubi, Liubi, I Love You” | angielski, włoski, francuski, rosyjski, hiszpański, rumuński | 13               | 84               | Top 10                  | Top 10                  |
| 2008 | Nico i Vlad                  | „Pe-o margine de lume”     | rumuński, włoski                                             | 20               | 45               | 7                       | 94                      |
| 2009 | Elena                        | „The Balkan Girls”         | angielski                                                    | 19               | 37               | 9                       | 68                      |
| 2010 | Paula Seling i Ovi           | „Playing with Fire”        | angielski                                                    | 3                | 162              | 4                       | 104                     |
| 2011 | Hotel FM                     | „Change”                   | angielski                                                    | 17               | 77               | 4                       | 111                     |
| 2012 | Mandinga                     | „Zaleilah”                 | angielski, hiszpański                                        | 12               | 71               | 3                       | 120                     |
| 2013 | Cezar                        | „It’s My Life”             | angielski                                                    | 13               | 65               | 5                       | 83                      |
| 2014 | Paula Seling i Ovi           | „Miracle”                  | angielski                                                    | 12               | 72               | 2                       | 125                     |
| 2015 | Voltaj                       | „De la capăt”              | rumuński, angielski                                          | 15               | 35               | 5                       | 89                      |
| 2016 | Ovidiu Anton                 | „Moment of Silence”        | angielski                                                    | Dyskwalifikacja  | Dyskwalifikacja  | Dyskwalifikacja         | Dyskwalifikacja         |
| 2017 | Ilinca i Alex Florea         | „Yodel It!”                | angielski                                                    | 7                | 282              | 6                       | 174                     |
| 2018 | The Humans                   | „Goodbye”                  | angielski                                                    | –                | –                | 11                      | 107                     |
| 2019 | Ester Peony                  | „On a Sunday”              | angielski                                                    | –                | –                | 13                      | 71                      |
| 2020 | Roxen                        | „Alcohol You”              | angielski                                                    | Konkurs odwołany | Konkurs odwołany | Konkurs odwołany        | Konkurs odwołany        |
| 2021 | Roxen                        | „Amnesia”                  | angielski                                                    | –                | –                | 12                      | 85                      |
| 2022 | WRS                          | „Llámame”                  | angielski, hiszpański                                        | 18               | 65               | 9                       | 118                     |
| 2023 | Theodor Andrei               | „D.G.T. (Off and On)”      | angielski, rumuński                                          | –                | –                | 15                      | 0                       |

Legenda:
     1. miejsce

## Historia głosowania w finale (1994–2023)
Poniższe tabele pokazują, którym krajom Rumunia przyznaje w finale najwięcej punktów oraz od których państw rumuńscy reprezentanci otrzymują najwyższe noty.
| Lp. | Kraj     | Punkty |
| --- | -------- | ------ |
| 1   | Mołdawia | 174    |
| 2   | Grecja   | 109    |
| 3   | Szwecja  | 101    |
| 4   | Rosja    | 80     |
| 5   | Włochy   | 79     |

| Lp. | Kraj       | Punkty |
| --- | ---------- | ------ |
| 1   | Mołdawia   | 159    |
| 2   | Hiszpania  | 142    |
| 3   | Izrael     | 96     |
| 4   | Grecja     | 69     |
| 5   | Portugalia | 65     |

## Nagrody im. Marcela Bezençona
Nagrody im. Marcela Bezençona przyznawane są corocznie (od 2002) piosenkom biorącym udział w konkursie. Nagrody rozdawane są w trzech kategoriach:
- Nagroda Dziennikarzy (zwycięzcę wybierają akredytowani dziennikarze)
- Nagroda Artystyczna (zwycięzcę wybierają komentatorzy konkursu)
- Nagroda Kompozytorska (zwycięzcę wybierają kompozytorzy biorący udział w konkursie)

Poniższy spis uwzględnia rumuńskich zdobywców nagród im. Marcela Bezençona.
Nagroda Kompozytorów
| Rok  | Piosenka               | Wykonawca   |
| ---- | ---------------------- | ----------- |
| 2008 | „Pe-o margine de lume” | Nico i Vlad |